# Принц Санто Мауро де Наполес

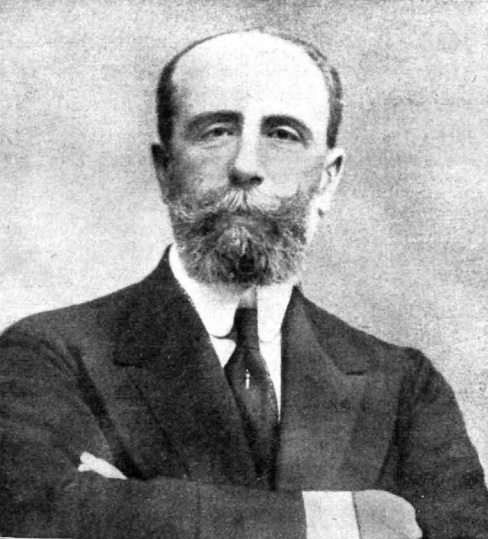
Мариано Фернандес де Хенестроса и Ортис де Мионьо (1858—1919), мэр Мадрида (1900—1901), 1919 год

Принц Санто Мауро де Наполес (исп. Principado de Santo Mauro de Nápoles) — угасший аристократический титул Сицилийского королевства в Италии. Он был создан 11 сентября 1705 года королем Испании Филиппом V для Диего де Веинтимиглия и Родригеса де Сантистебана (ум. 1706). Также он носил титулы 4-го маркиза де Кропани, 1-го графа де Пеньон де ла Вега и 1-го виконта де Пеньон де ла Вега.
В 1862 году после смерти Марии Долорес де Сантистебан и Оркаситас, 6-й принцессы Санто Мауро де Наполес, этот титул прервался.
14 июня 1890 года испанский король Альфонсо XIII пожаловал титул герцога де Санто Мауро и гранда Испании Мариано Фернандесу де Хенестроса и Ортису де Мионьо (1858—1919), внуку Марии Долорес де Сантистебан и Оркаситас.

## История

### Принц Санто Мауро де Наполес
Во время Войны за испанское наследство французский претендент на престол Испании и будущий король, Филипп V Бурбон, 11 сентября 1705 года пожаловал титул принца Санто Мауро де Наполес Диего де Веинтимиглия и Родригесу де Сантистебану, 4-му маркизу Кропани и 1-му графу Пеньон де ла Вега.
Титул графа Пеньон де ла Вега Диего де Веинтимиглия и Родригес де Сантистебан получил в 1696 году от короля Испании Карла II, а титул маркиза Кропани он унаследовал от своего деда по материнской линии.
Диего де Вентимилья скончался бездетным в 1706 году, его титулы унаследовал его сестра, Паула де Веинтимиглия и Родригес де Сантистебан. Первым браком Паула была замужем за Педро де Лусена и Сотомайором, а вторично стала женой Франсиско Кастильо и Фаярдо, 2-го маркиза Вильядариаса (1642—1716).
В 1721 году Пауле наследовала её единственная дочь от первого брака, Леонор Петронила де Лучена и Веинтимиглия, 3-я принцесса Санто Мауро де Наполес. А титулы маркиза Кропани и графа де Пеньона де ла Вега перешли к Антонио дель Кастильо и Веинтимиглия, старшего сына Паулы от второго брака.
В 1740 году после смерти Леонор Петронилы её наследовал старший сын, Франсиско Хавьер де Авельянеда и Лусена (1701—1747), 4-й принц Санто Мауро де Наполес. В 1719 году после смерти своего отца он получил титулы 2-го маркиза де Вальдеканьяс и 3-го маркиза де Торремайор.
У Франсиско Хавьера была единственная дочь, Мария де лас Мерседес де Авельянеда и Кастильо, которая унаследовала титулы маркизы де Вальдеканьяс и Торремайор. Титул принца Санто Мауро де Наполес получил его дядя, Хуан Баутиста дель Кастильо и Веинтимиглия, который стал 5-м принцем Санто Мауро де Наполес. Также Хуан Баутиста унаследовал титулы 8-го маркиза Кропани и 5-го графа Пеньон де ла Вега после смерти своих братьев, Антонио дель Кастильо и Веинтимиглия (1686—1740) и Херонимо дель Кастильо и Веинтимиглия (1693—1741).
Хуан Мария дель Кастильо и Оркаситас (1741—1765), старший сын Хуана Баутисты, скончался в возрасте 23 лет, после чего его наследником стал его другой сын, Франциско дель Кастильо и Оркаситас (1743—1798).
В 1765 году после смерти своего старшего брата Хуана Марии Франциско принял титулы графа Пеньон де ла Вега и графа Мориана де Рио. В 1773 году после смерти своего отца Хуана Баутисты Франциско унаследовал титулы принца Санто Мауро де Наполес, маркиза де Кропани и маркиза де Вильядариас.
Франсиско дель Кастильо и Фернандес де Кордова, единственный сын Франсиско дель Кастиль о Оркаситаса, получил титулы графа Мориана де Рио и Пеньон де ле Вега, но скончался в 1797 году, еще при жизни своего отца.
Франсиско дель Кастильо Оркаситас завещал титулы маркиза де Вильядариас, принца Санто Мауро де Наполес и графа Мариана де Рио своему кузену, Франсиско Хавьеру де Сантистебану и Оркаситасу, потомку рода Кастильо. Маркизат де Кропани и графство Пеньон де ла Вега получил по завещанию его другой родственник, Мельхиор Мария де Авеньянеда и Кебаллос (1744—1801), сын Лопе Грегорио де Авеньянеда и Лусена (1710—1744).
Франсиско Хавьер де Сантистебан и Оркаситас в 1798 году стал 7-м принцем Санто Мауро де Наполес и владельцем других титулов, но он умер в 1826 году, не оставив мужских потомков. Ему наследовала его дочь, Мария Долорес де Сантистебан и Оркаситас, 8-я принцесс Санто Мауро де Наполес, 7-я маркиза де Вильядариас и 8-я графиня Мориана де Рио.
В 1862 году после смерти Марии Долорес де Сантистебан и Оркаситас, последней принцессы Санто Мауро де Наполес, этот титул прервался.

### Герцогство де Санто Мауро
Мариано Фернандес де Хенестроса и Ортис де Мионьо (1858—1919), внук последней принцессы Санто Мауро де Наполес и сын Игнасио Фернандеса де Хенестроса и Сантистебан, 9-го графа де Мориана дель Рио, претендовал на угасший титул принца Санто Мауро де Наполес.
14 июня 1890 года король Испании Альфонсо XIII пожаловал титул герцога де Санто Мауро и гранда Испании Мариано Фернандесу де Хенестроса и Мионьо. У последнего было сын и две дочери. Его единственный сын, Рафаэль Фернандес де Хенестроса и Салаберт (1895—1940), в 1919 году унаследовал титул 2-го герцога де Санто Мауро.
В 1936 году после гибели бездетного Рафаэля Фернандеса де Хенестроса и Салаберта титулы 3-й герцогини де Санто Мауро и 6-й графини де Эстрадас унаследовала его старшая сестра, Касильда Фернандес де Хенестроса и Салаберт (1888—1987). В 1912 году Касильда вышла замуж за Мариано де Сильва-Базан и Карвахаль-Варгас, 14-го маркиза дель Висо, 14-го маркиза Санта-Крус-де-Мудела и 10-го маркиза Вилласор (1875—1940). У пары было трое детей. Их единственный сын, Альваро де Сильва, 15-й маркиз дель Висо и 11-й маркиз де Вилласор, скончался в 1944 году.
В 1987 году после смерти Касильды Фернандес де Хенестросы ей наследовала старшая дочь, Касильда де Сильва (1914—2008), 4-я герцогиня де Санто Мауро, 5-я герцогиня де Сан-Карлос, 15-я маркиза де Санта-Крус-де-Мудела, 12-я маркиза де Вилласор. Она скончалась 5 января 2008 года в возрасте 93 лет. Ей наследовал её старший сын, Альваро Фернандес-Вильяверде и Сильва (род. 1943), 5-й герцог де Санто Мауро, который еще при жизни матери получил ряд титулов.
С 2008 года Альваро Фернандес-Вильяверде и Сильва является 5-м герцогом де Санто Мауро, 6-м герцога де Сан-Карлос, 17-м маркизом де Висо и 5-м маркизом де Посо Рубио.

## Список принцев де Санто Мауро де Наполес
|                                    | Титул                                                                               | Период                             |
| Креация создана королем Филиппом V | Креация создана королем Филиппом V                                                  | Креация создана королем Филиппом V |
| ---------------------------------- | ----------------------------------------------------------------------------------- | ---------------------------------- |
| I                                  | Диего де Веинтимиглия и Родригес де Сантистебан, сын Франсиско де Веинтимиглия-Пиза | 1705 — 1706                        |
| II                                 | Паула де Веинтимиглия и Родригес де Сантистебан, сестра предыдущего                 | 1706 — 1721                        |
| III                                | Леонор Петронила де Лусена и Веинтимиглия, дочь предыдущей                          | 1721 — 1740                        |
| IV                                 | Франсиско Хавьер де Авельянеда и Лусена, старший сын предыдущей                     | 1740 — 1747                        |
| V                                  | Хуан Баутиста дель Кастильо и Веинтимиглия, дядя предыдущего                        | 1747 — 1773                        |
| VI                                 | Франсиско дель Кастильо и Оркаститас, второй сын предыдущего                        | 1773 — 1798                        |
| VII                                | Франсиско Хавьер де Сантистебан и Оркаститас, двоюродный брат предыдущего           | 1798 — 1826                        |
| VIII                               | Мария Долорес де Сантистебан и Оркаститас, дочь предыдущего                         | 1826 — 1862                        |

## Список герцогов де Санто Мауро
| №                                                                                       | Титул | Период                                                                                  |
| Креация создана во время регентства Марии Кристины Австрийской при короле Альфонсо XIII | Креация создана во время регентства Марии Кристины Австрийской при короле Альфонсо XIII                                                       | Креация создана во время регентства Марии Кристины Австрийской при короле Альфонсо XIII |
| --------------------------------------------------------------------------------------- | --- | --------------------------------------------------------------------------------------- |
| I                                                                                       | Мариано Фернандес де Хенестроса и Ортис де Мионьо, третий сын Игнасио Фернандеса де Хенестроса и Сантистебана, 9-го графа де Мориана дель Рио | 1890—1919                                                                               |
| II                                                                                      | Рафаэль Фернандес де Хенестроса и Салаберт, единственный сын предыдущего                                                                      | 1919—1936                                                                               |
| III                                                                                     | Касильда Фернандес де Хенестроса и Салаберт, старшая дочь предыдущего                                                                         | 1936—1987                                                                               |
| IV                                                                                      | Касильда де Сильва и Фернандес де Энестроса, старшая дочь предыдущей                                                                          | 1987—2008                                                                               |
| V                                                                                       | Альваро Фернандес де Вильяверде и Сильва, старший сын предыдущей                                                                              | 2008 — настоящее время                                                                  |